# 정책과학
정책과학(政策科學, Policy science)은 정부 등의 공적기관이 실시하는 정책을 개선하기 위한 학문이다.

## 개요
정책과학은 그 견해에 따라서는 여러 가지로 특징지워 정의하는 것이 가능하다. 그 연구 영역의 넓이로부터 정책연구(policy study)나 정책분석(policy analysis)이라고도 불린다. 정책과학을 제창한 정치학자 해럴드 라스웰은 「사회에서의 정책작성과정을 해명해, 정책문제에의 합리적판단의 작성에 필요한 자료를 제공하는 과학」이라고 정책과학을 정의하고 있다. 또 드로아는 정책과학을 「체계적인 지식, 구조화된 합리성 및 조직화된 창조성을 정책결정의 개선을 위해서 공헌시키는 과학」라고 정의한다. 따라서 정책과학은 정책과제나 그 정책의 비용대효과, 또 정책의 적절한 방법이나 사회적배경 등을 연구하는 학문이라고 파악할 수 있다.
정책과학의 연구는 법학, 정치학, 행정학, 경제학, 사회학 등의 사회과학의 연구와 중복하는 분야가 특히 많아, 학제간 연구적인 접근이 채용된다. 연구자도 정치, 법률, 행정, 경제 등의 지식의 외, 환경문제, 의료·복지 문제, 상거래, 첨단기술 등 정책과제에 응한 여러 가지 분야의 지식을 가지는 사람이 이 분야의 연구에 종사하게 된다. 라스웰에 의하면 정책과학의 기본적인 방향은 다양하면서도, 콘텍스트 지향, 문제지향, 그리고 방법다양성지향의 3종류가 들어지고 있다. 콘텍스트를 지향하는 정책과학에서는 사회의 제도나 자원에 작용하면서도 가치를 최적화하려는 인간의 사회 과정을 연구하는 것이다. 문제를 지향하는 정책과학에서는 문제해결의 일반적방법에 근거해 전문적문제에 대한 해결책을 고찰한다. 그리고 방법다양성을 지향하는 정책과학은 복잡한 정책과정을 파악할 수 있도록 복합적인 연구방법을 종합해 연구한다.

## 역사
분야의 성립에 대해서는, 제2차 세계대전 안의 미국이 기원이라는 설이 있다.
미국의 제32대 대통령 프랭클린 루즈벨트에 의한, 미국 사상최초라고도 하는 경제계획인 「뉴딜 정책」을 했다. 그 안에서, 국가부흥법, 농업조정법, 테네시 계곡개발공단의 설립 등의 국가계획이 차례차례로 발표되어 통계나 과학적관리의 수법을 이용한 정부의 행정관리를 했다. 이러한 적극적인 정책 개입이 정부부문에 사회과학자의 유입을 가져와, 전후의 대통령경제자문위원회 설립으로 연결되었다.
정책과학의 가장 현저한 성장은 60년대 부터다. 케네디 정권으로부터 존슨 정권까지 행해진 「위대한 사회( en:Great Society)」프로그램에 의해서, 사상 보기 드물게 볼 정도의 파일럿 테스트를 하여, 전미에 싱크탱크나 정책계대학의 발전을 가져왔다. 특히, 케네디 정권하에서 행해진 교육, 주택, 보건 정책은 완전고용이나 흑인 등의 마이너리티에의 지원책은 「대빈곤전쟁」이라고 호칭되어 정책평가법 등의 법정비도 진행되었다.

## 관련 문헌
- Allison, G. J. 1971. Essence of decision: Explaining the Cuban missile crisis. Boston: Little, Brown & Co.
  - 그래엄 T. 개미손 저, 미야자토정현 역 「결정의 본질 쿠바·미사일 위기의 분석」중앙공론사, 1977년
- Arrow, K. J. 1954. Social choice and individual values. 2nd edition. New York: John Wiley.
  - 케네스 아로 저, 장명관명 역 「사회적 선택과 개인적 평가」일본 경제신문사, 1977년
- Bachrach, P. and Baratz, M. 1970. Power and poverty: Theory and practice. New York: Oxford Univ. Press.
- Banfield, E. 1961. Political influence. New York: Free Press.
- Barnard, C. I. 1938. The function of the executive. Cambridge, Mass.: Harvard Univ. Press.
  - 체스타 버나드 저, 야마모토 야스츠구낭 역 「새번역 경영자의 역할 경영 명저 시리즈 2」다이아몬드사, 1968년
- Dery, D. 1984. Problem definition in policy analysis. Lawrence: Univ. of Kansas Press.
- Hargrove, E. 1976. The missing link: The study of implementation of local policy. Washington, D.C.: Urban Institute.
- Hawkesworth, M. 1988. Theoretical Issues in policy analysis. Albany, N.Y.: SUNY Press.
- Hogwood, B. and Gunn, L. 1984. Policy analysis for the real world. Oxford: Oxford Univ. Press.
- Kingdon, J. 1984. Agendas, alternatives and public policy. Boston: Little, Brown & Co.
- Lindblom, C. 1965. The intelligence of democracy. New York: Free Press.
- Lindblom, C. 1968. The policy making process. Englewood Cliffs, N.J.: Pretice-Hall.
  - 찰스 E. 린드블롬 저, 야부노 유우3, 안 우라케자 역 「정책형성의 과정 민주주의와 공공성」도쿄대학 출판회, 2004년
- Lindblom, C. 1977. Politics and markets. New York: Basic Books.
- Meier, K. 1979. Politics and Bureaucracy: Policymaking in the fourth branch of government. North Scituate, Me.: Duxbury Press.
- Palumbo, D. and Calista, D. 1990. Implementation and the policy making process: Opening up the black box. Westport, Conn.: Greenwood Press.
- Pressman, F. and Wildavsky, A. 1973. Implementation. Berkeley: Univ. of California Press.
- Ripley, R. and Franklin, G. 1982. Bureaucracy and policy implementation. Homewood, Ill.: Dorsey Press.
- Simon, H. 1957. Administrative behavior 2nd edition. London: Macmillan.
  - 허버트 사이먼 저, 쿠와타 고타로, 니시와키창자, 타카야나기 미카, 타카오 요시아키, 니무라 토시코 역 「신판경영행동 경영조직에서의 의사결정과정의 연구」다이아몬드사, 신판판 2009년
- Simon, H. 1957. Models of man. London: John Wiley.
  - 허버트 사이먼, 미야자와 코이치 역 「인간행동의 모델」동문관 출판, 1970년
- Simon, H. The new science of management decision. Englewood Cliffs. N.J.: Prentice-Hall.
- Simon, H. 1983. Reason in Human Affairs. Oxford: Basil Blackwell.
- Starling, G. 1977. Managing the public sector. Homewood, Ill.: Dorsey Press.
- Weber, M. 1978. Economy and Society. eds. G. Roth and c. Wittich. Berkeley and Los Angeles: University of California Press.

## 참고 문헌
- 미야가와 공남 「정책과학입문」 제2판, 토요 경제신보사, 2002

## 같이 보기
- 공공정책
- 사회정책
- 경제정책
- 종합정책학